# 遺書、公開。
『遺書、公開。』（いしょ こうかい）は、陽東太郎による日本の漫画作品。『ガンガンJOKER』（スクウェア・エニックス）にて2017年10月号から2022年月2月号まで連載された。
2025年に実写映画が公開。

## 登場人物
※公式サイトより
- 廿日市くるみ
- 姫山椿
- 赤崎理人
- 御門凛奈
- 栗原瑞樹
- 甲斐原誠
- 千蔭清一
- 池永柊夜

## 書誌情報
- 陽東太郎 『遺書、公開。』 スクウェア・エニックス〈ガンガンコミックスJOKER〉、全9巻
  1. 2018年3月22日発売[4]、ISBN 978-4-7575-5669-0
  2. 2018年6月22日発売[5]、ISBN 978-4-7575-5759-8
  3. 2018年12月21日発売[6]、ISBN 978-4-7575-5956-1
  4. 2019年5月22日発売[7]、ISBN 978-4-7575-6149-6
  5. 2020年1月22日発売[8]、ISBN 978-4-7575-6474-9
  6. 2020年6月22日発売[9]、ISBN 978-4-7575-6707-8
  7. 2021年1月22日発売[10]、ISBN 978-4-7575-7042-9
  8. 2021年8月20日発売[11]、ISBN 978-4-7575-7429-8
  9. 2022年2月22日発売[12]、ISBN 978-4-7575-7749-7

## 実写映画
2025年1月31日に松竹配給で全国劇場公開された。PG12指定。
監督は英勉、脚本は鈴木おさむ。主演は吉野北人（THE RAMPAGE）で、THE RAMPAGEとして主題歌も担当する。タイトル含め情報がほぼ伏せられた状態で発表され、映画公式SNSでも詳細不明映画のまま場面写真等が投稿、カウントダウンが行われる形でタイトル及び詳細が解禁された。

### キャスト（実写映画）
※映画公式サイト表記順
- 池永 柊夜：吉野北人（THE RAMPAGE）
- 千蔭 清一：宮世琉弥
- 廿日市 くるみ：志田彩良
- 赤﨑 理人：松井奏（IMP.）
- 御門 凛奈：髙石あかり
- 姫山 椿：堀未央奈
- 甲斐原 誠：忍成修吾
- 笹井 夏月：上村海成
- 大島 由梨：川島鈴遥
- 沖 正彰：荒井啓志
- 横山 嵐：松本大輝
- 栗原 瑞希：星乃夢奈
- 熊田 碧：榊原有那
- 三宅 雄大：藤堂日向
- 森本 蘭：菊地姫奈
- 茅野 鞠華：大峰ユリホ
- 津島 航：阿佐辰美
- 谷地 恵：兼光ほのか
- 相畑 詩帆：日髙麻鈴
- 名取 恭四郎：大東立樹（CLASS SEVEN）
- 峠谷 陽茉莉：金野美穂
- 沢渡 すずこ：鈴川紗由
- 黒瀬 蓮司：浅野竣哉
- 絹掛 愛未：青島心
- 山根 裕基：楽駆

### スタッフ（実写映画）
- 監督：英勉
- 原作：陽東太郎「遺書、公開。」（ガンガンコミックスJOKER / スクウェア・エニックス刊）
- 脚本：鈴木おさむ
- 製作：八木元、関佳裕、髙𣘺敏弘、松本拓也、宇田川寧、茅野洋、只野正弘、加藤智啓、中嶋裕之、倉田泰行、梶原眞二[14]
- エグゼクティブプロデューサー：EXILE HIRO[14]
- プロデューサー：植野浩之、藤村直人、小川江利子、柴原祐一[14]
- 撮影：川島周[14]
- 照明：本間大海[14]
- 録音：加来昭彦[14]
- 美術：禪洲幸久[14]
- 装飾：うてなまさたか、中山美奈[14]
- 衣装：白石敦子[14]
- ヘアメイク：内城千栄子[14]
- VFXスーパーバイザー：道木伸隆[14]
- 編集：相良直一郎[14]
- 音響効果：柴崎憲治[14]
- 選曲：武田拓也[14]
- 音楽：未知瑠[14]
- 主題歌：THE RAMPAGE from EXILE TRIBE「Drown Out The Noise」[17]
- 音楽プロデューサー：杉田寿宏[14]
- 助監督：久保田博紀[14]
- キャスティング：伊藤尚哉[14]
- 制作担当：加藤誠[14]
- ラインプロデューサー：濱松洋一[14]
- 企画製作：HI-AX[18]
- 製作プロダクション：ダブ[18]
- 配給：松竹[2]